# 道钉
道钉，一种常用的交通路障方式，用于指引人们按照正确方向去行驶、防止超速和交通肇事。主要运用在公路和铁路中。